# 獅堂ライチ
獅堂 ライチ (しどう らいち、1976年8月19日 - ）は、日本の歌手、演出家、音楽家。GOLDENBIRD.inc所属。現在のアーティスト名は 北條　来知（ほうじょう　らいち）である。

## 経歴
9歳から、母である元東映お姫様女優の北條きく子のもと、日本舞踊や演劇、歌唱にて舞台活動を開始。
2001年、北條馨梨名義でアルバム「楽園の条件」をリリース。9.11同時多発テロの発生を機に、平和を願い求めるプロジェクト「微笑みがかえるまで〜I Hope for no more war」により、世界の戦争、紛争地域の人々を支援するチャリティ活動を開始。2004年、『LIVE on ACT ＜望作＞ハムレット』にて演出家としてデビュー。以降、歌手としてコンサートやミュージカルに出演する傍ら劇作家、音楽家、映像作家2016年には大空祐飛 ライブツアー『Live MojiCA』にて構成・演出を手掛けた。なお、ライブのオープニングでは歌唱も行っている。　2018年、北條馨梨より獅堂カオリに改名。2019年、獅堂カオリより獅堂ライチに改名。2021年、北條来知へ改名。

2001年、GOLDENBIRD records合同会社を設立。2006年、ゴールデンバード株式会社代表取締役へ就任。

## 人物
- 舞台演出のほか、構成、脚本、小説、コラムなどの執筆も行っている。
- 歌手、ソングライター、ヴォーカルトレーナー、演技者としても活動を行っている。
- メディカル・ハーバリストの資格を持つ。
- 特技は、歌唱、楽器（三味線等）料理、柔道、殺陣、日舞、バルーンアート。

## 作品

### 舞台
（太字は作・演出 担当）
- 『LIVE on ACT ＜望作＞ハムレット』〈出演〉（2004年4月13日-14日、北沢タウンホール）
- 『ZAPing エンターテイメントシアター AUΛA～アウラ～』〈出演〉（2004年5月1日-2日＠横浜赤レンガ倉庫）
- 『Dance&TheaterPerformance REM -2005/1934 』（2004年11月、学芸大学・Lounge Chaos）
- 畠山プロダクション主催『ミュージカル・眠れる森の美女』〈出演〉（2005年12月22日-23日、四谷区民ホール）
- LIVE on ACT ～ ESSENCE『モーリス・カーターは死んだ』（2006年8月18日・20日、大塚ウェルカムバック）
- LIVE on ACT ～ ESSENCE『モーリス・カーターは死んだ』 ファーラップル　Vol.2　（2007年3月18日、六本木・オーナイト）
- Improvisation Dance on Live『the World』（2017年9月7日-8日、新宿シアターブラッツ）
- 宝塚歌劇団74期生30周年記念公演 『Festa Del 74!!』[2]（2018年9月29日-30日、恵比寿ガーデンルーム）
- Live＆Performance『遥かな地』（2018年11月24日、 スタジオベイド自由が丘）

### ライブ・コンサート・イベント
（太字は構成・演出 担当）
- 『UNIT LIVE　THE GRAND MOTEL　Vol.1』〈出演〉（2003年10月23日、赤坂Bフラット）
- 北條馨梨feat.鳴海じゅん『さらっとごはんライブ in MIKIO ISHII』〈出演〉（2004年6月30日、三宿・MIKIO ISHII）
- 『APPASSIONATO　TAKE　A　VISION！』GAME１（2004年10月10日、渋谷・CLUB ASIA）
- 『北條馨梨　X'mas Dinner Live』〈出演〉（2004年12月22日、三宿・MIKIO ISHII）
- 『OFFICE LOU　忘年LIVE～SOLAN～』〈出演〉（2004年12月29日、下北沢・Voice Factory）
- 『APPASSIONATO　TAKE　A　VISION！』恋をしようよ Vol.12〈出演〉（2004年12月30日、青山・月見ル君想フ）
- 北條馨梨feat.鳴海じゅん 『LIVE2005 vol.1　恋はモジャモジャ！？』〈出演〉（2005年2月4日、青山・月見ル君想フ）
- 『APPASSIONATO　TAKE　A　VISION！』GAME２（2005年4月3日、渋谷CLUB ASIA）
- 『北條馨梨、真灯かなた、佐々木リオ　THE LIVE of SING a SOUL vol.1』〈出演〉（2005年4月30日、西麻布・Vanilla Mood）
- 日本ネオトロピカル協会『水無月の夕べ』〈出演〉（2005年6月16日、ホテル・オークラ　貴賓館）
- 『安城志紀コンサート２００５ in AYABE』（2005年8月7日、綾部市・I.Tビル　多目的ホール）
- 『北條馨梨、真灯かなた、佐々木リオ　リターンズ！』〈出演〉（2005年8月13日、大塚・ウェルカムバック）
- 日本ネオ・トロピカル協会『お月見の夕べ』〈出演〉（2005年9月21日、インターコンチネンタルホテル東京ベイ）
- 郷ちぐさディナーショー「愛を謳う」　（2005年11月10日、フォレストヒルズ昭和館）
- 『GOLDENBIRD YEAR END LIVE 2005』〈出演〉（2005年12月28日、四谷・Live inn Magic）
- 年間定期ライヴ『安城志紀LIVE０６』シリーズ（六本木EDGE）
- 『GB'ｓさらっとライヴ』シリーズ（大塚ウェルカムバック）
- 綾部市成人式式典『安城志紀ミニコンササート』（2006年1月8日、中丹文化会館）
- 『Temptation JACK　ヴァレンタイン・スペシャルライヴ』〈出演〉（2006年2月14日、大塚・ウェルカムバック）
- 日本ネオトロピカル協会『三笠宮殿下卒寿祝賀晩餐会』〈出演〉（2006年3月24日、芝・プリンスホテルパークタワー）
- 『北條馨梨バースデーライヴ』〈出演〉（2006年8月19日、大塚・ウェルカムバック）
- 『ファーラップル Vol.1』〈出演〉（2007年1月14日、六本木・オーナイト）
- 『Sunday in TOKYO』（特別復刻）（2007年4月7日、新宿・グランドキャバレーニュージャパン）
- TSUBAKI ディナーショー'07 『STARDUST CHRONICLE』（2007年4月14日、ホテルインターコンチネンタル東京ベイ ウィラード）
- 『黒光由佳ヒーリングコンサート Vol 2』（2006年6月、東京オペラシティ・近江楽堂）
- 『夢輝のあ ディナーショー'07』（2006年8月、竹芝・ホテルインターコンチネンタル東京ベイ）
- 『阪急交通社主催・夢輝のあスペシャルソングショー』（2006年11月、宝塚・宝塚ホテル）
- 『"The Carol Vocalization 1224"』(夢輝のあ)〈出演〉（2007年12月、竹芝・ホテルインターコンチネンタル東京ベイ)
- 『黒光由佳ヒーリングコンサート Vol.3』（2008年2月、東京オペラシティ・近江楽堂）
- 『義魂 ブラザーズ 主催ライブ3』〈出演〉（2013年7月14日、上板橋グリーンドア）
- 『ミリオンエンタメ交流会』〈出演〉（2013年11月30日）
- 『APPASSIONATO　TAKE　A　VISION！』〈出演〉（2014年7月18日、四谷ライブインマジック）
- 『THE GRANDMOTEL vol.2』〈出演〉（2014年9月23日、ライブカフェHAYASE）
- 『GRANDMOTAL presents イヤーエンド“39”ライブパーティ』〈出演〉（2014年12月27日、ライブカフェHAYASE）
- 『かりぱんだライブvol.1』〈出演〉（2015年1月24日-2016年3月27日、ライブカフェHAYASE）
- 『シズオカ×カンヌウィーク2016』〈出演〉（2016年5月7日）
- 『かりぱんだスーパーライブラボ　映画「キャロル」ファンイベントコラボライブ』〈出演〉（2016年6月11日、ライブカフェHAYASE）
- 大空祐飛 ライブツアー『Live MojiCA』（2016年9月7日-11日、銀座ヤマハホールなど）
- 立体絵巻『愛するものたちの物語〜鬼姫譚〜』（2016年11月22日-23日、新宿シアターブラッツ）
- 『CAROLERS CAFE×Salon Positive Special Re:Night』〈出演〉（2017年12月22日、共存/東京サロン　青山）
- 大空ゆうひ Birthday Live 2019『～梅雨ノハレマ～』（2019年6月22日‐6月30日、COTTON CLUBなど）